# Národní park Lençóis Maranhenses
Národní park Lençóis Maranhenses (portugalsky Parque Nacional dos Lençóis Maranhenses) je chráněné území na severovýchodě Brazílie ve spolkovém státě Maranhão. Jedná se o 1 566 km² písečných dun, vodních ploch a mangrovových porostů na pobřeží Atlantského oceánu. Nachází se 150 km východně od brazilského města São Luís. Park byl zřízen v roce 1981. Lokalita Lençóis Maranhenses je jedinečná tím, že i přes písečné duny se nejedná o poušť. Nacházejí se zde vodní toky přitékající z vnitrozemí, zdejší laguny se sladkou vodou jsou napájeny i dešťovými srážkami. V roce 2024 byl park zařazen mezi lokality Světového dědictví UNESCO. 

## Fotogalerie

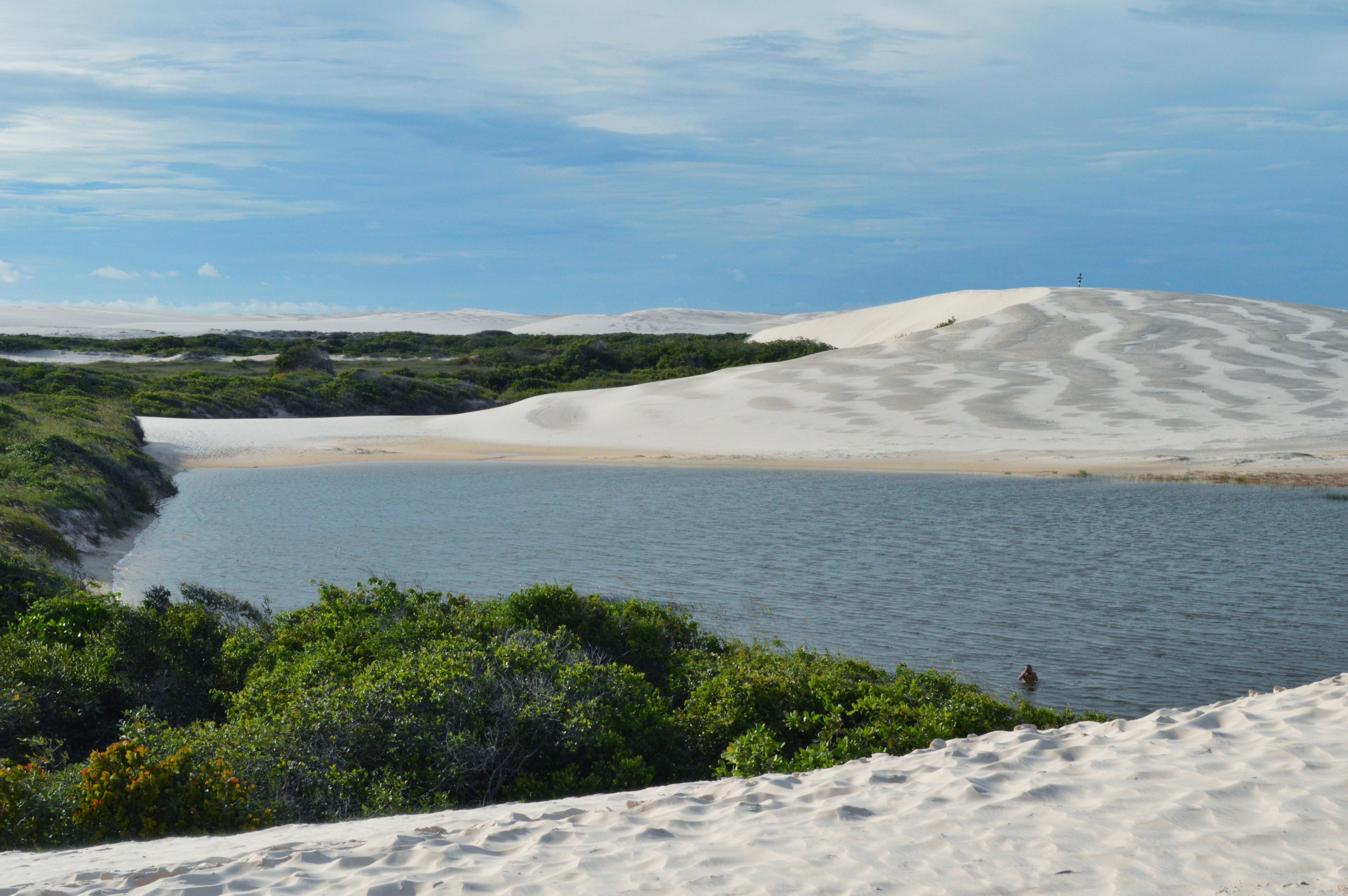
zdejší krajina
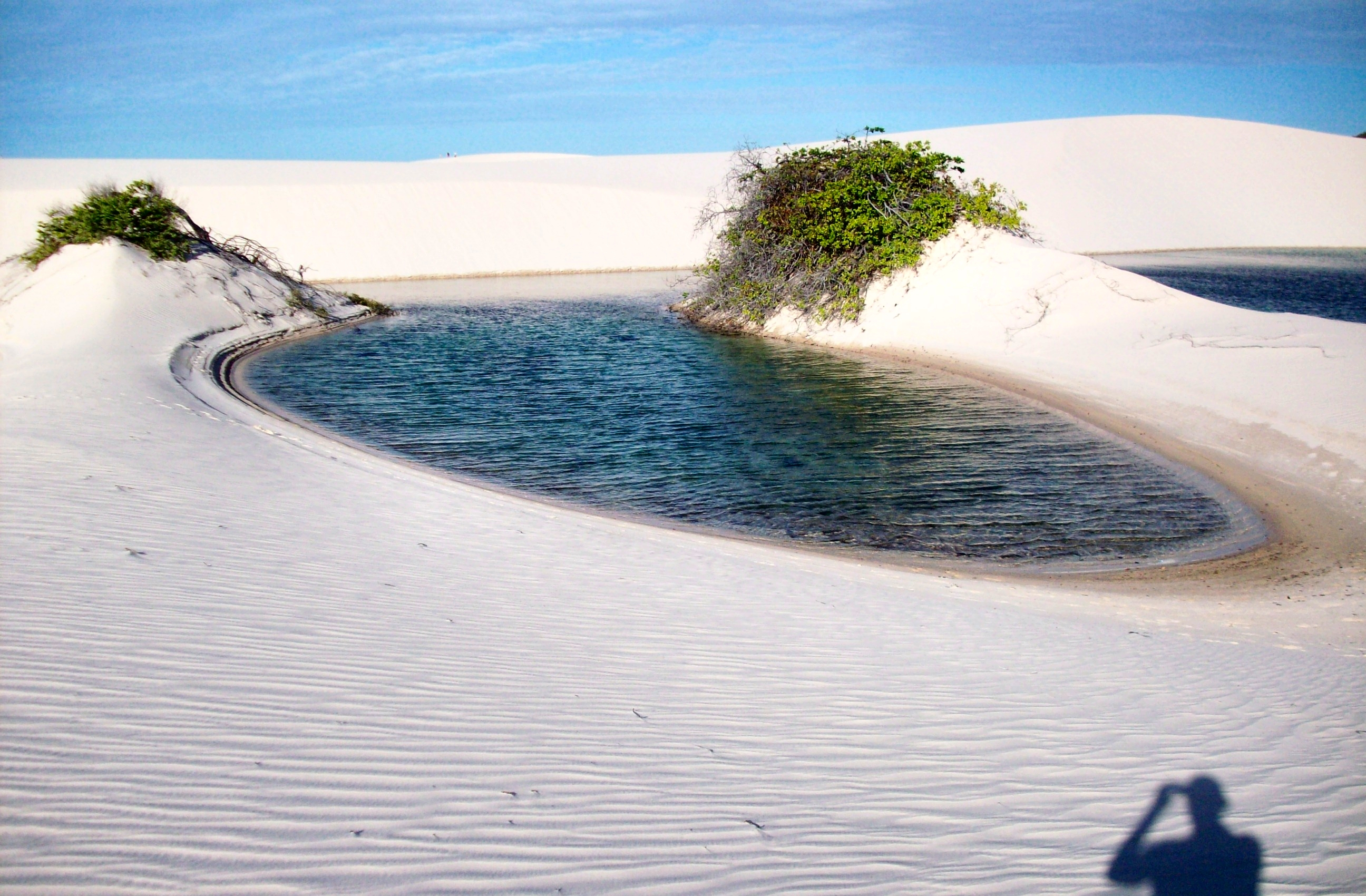
zdejší krajina
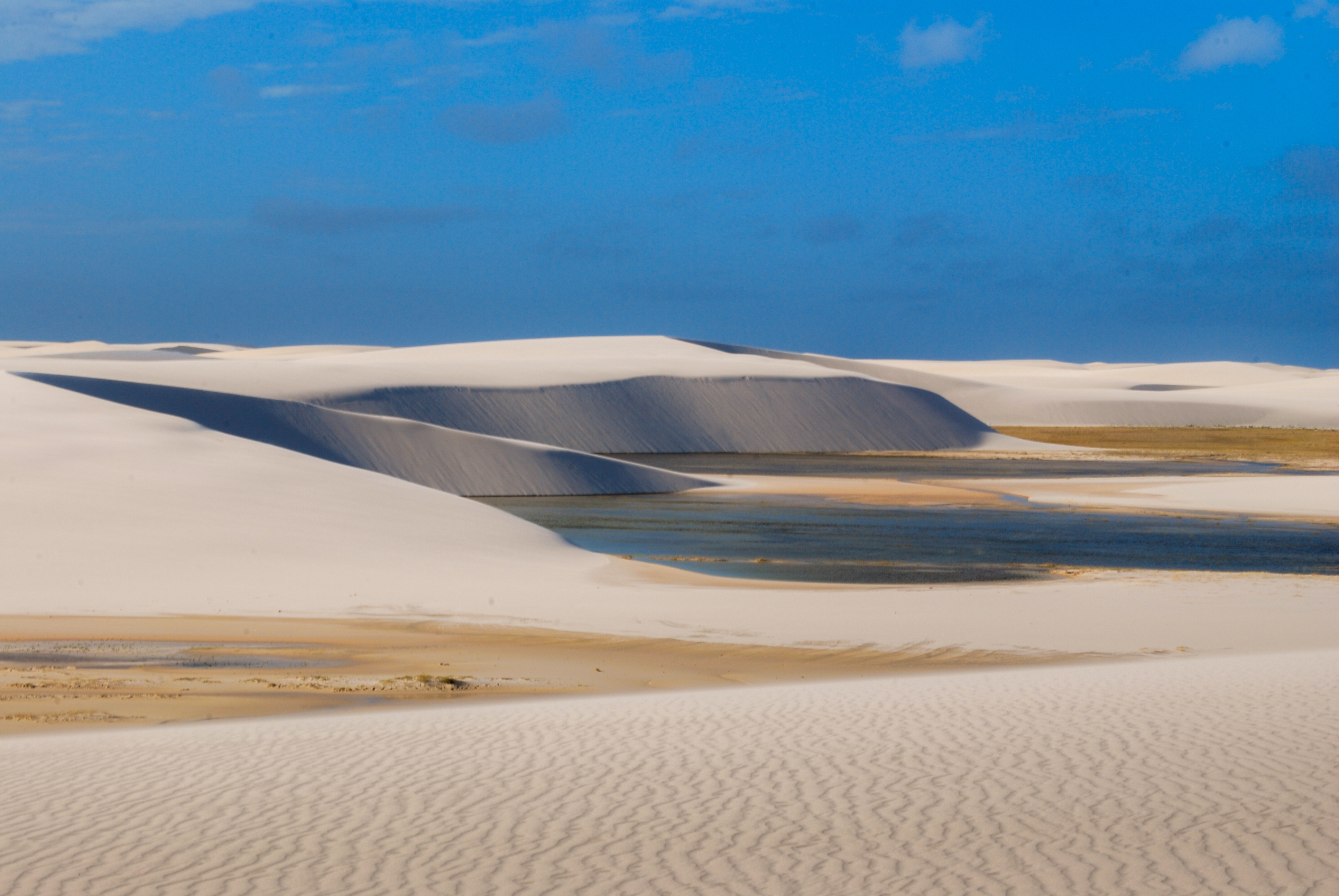
zdejší krajina
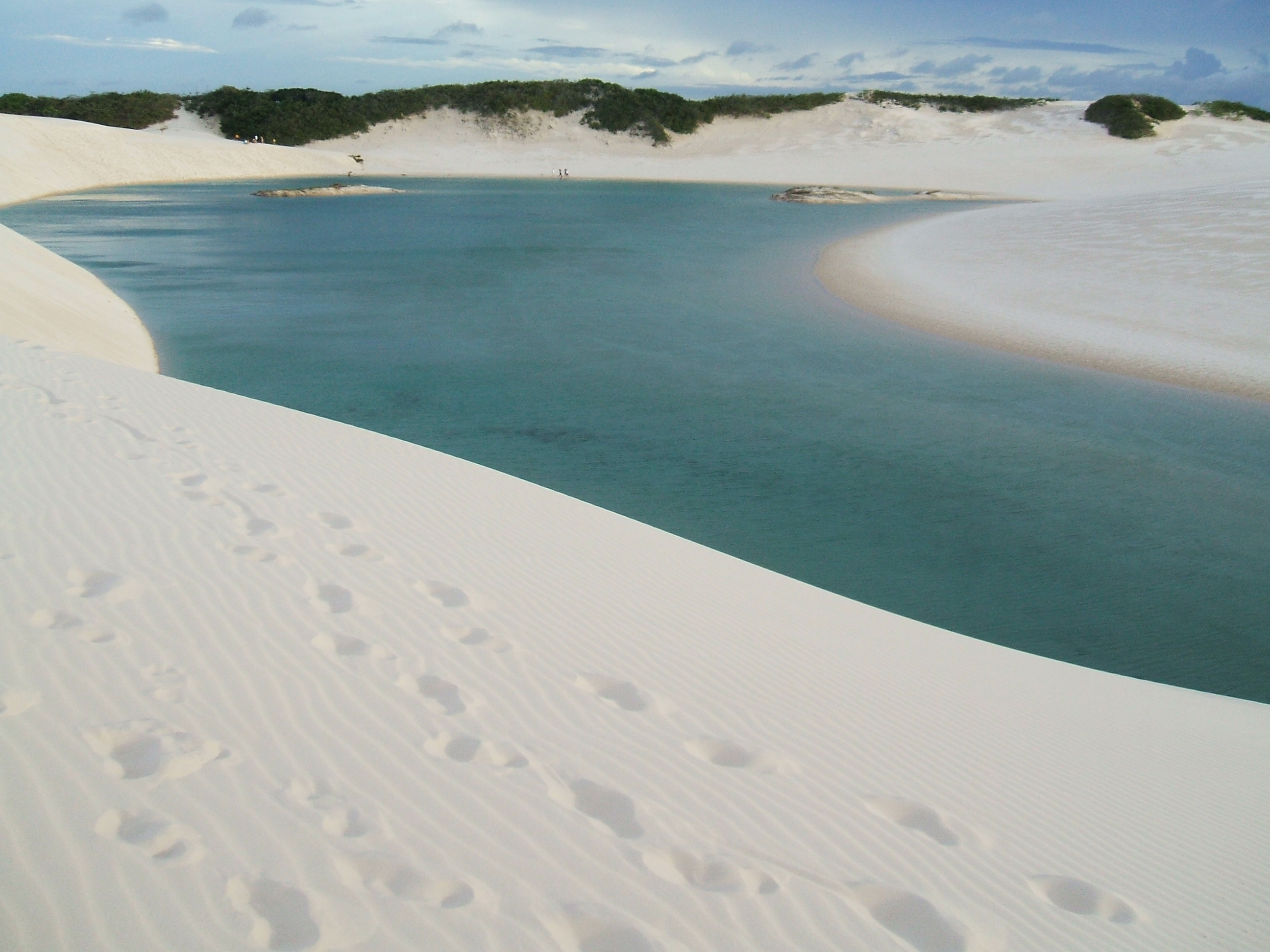
zdejší krajina